# Intel Celeron (Core)

Altes Intel-Celeron-Logo

Mit dem Intel Celeron auf Basis der Intel-Core-Mikroarchitektur erneuerte Intel 2007 die Niedrigpreis-Sparte mit neuen Prozessoren, die nicht mehr auf gesteigerte Taktraten, sondern auf gesteigerte Effizienz setzen. Diese Celeron-Prozessoren werden sowohl in stationären Computern (Desktops) als auch in mobilen Computern (Notebooks) eingesetzt, Letztere werden aber weiterhin als Intel Celeron M vermarktet. Mit dieser Umstellung wurde der Intel Celeron D eingestellt.

## Technisches
Im Gegensatz zu Intels bisherigen Desktop- und Server-Prozessoren auf Basis der NetBurst-Architektur setzt der neue Celeron auf Intels neue, weitestgehend Pentium-M-basierte Core-Mikroarchitektur. Diese unterscheidet sich von der NetBurst-Architektur neben der deutlich geringeren elektrischen Leistungsaufnahme vor allem durch die drastisch verkürzte Pipeline. Dies verringert zwar die mögliche Maximalfrequenz, dafür steigt die Leistung bei gleicher Taktfrequenz.
Wie auch bei bisherigen Intel-Celeron-Prozessoren werden diese Prozessoren mit im Vergleich zu den unbeschnittenen Versionen kleinerem L2-Cache verkauft. Der Front-Side-Bus hingegen liegt auf dem Niveau kleinerer Intel-Core-2-Duo-Prozessoren, auch technische Eigenschaften wie unterstützte Features und die Fertigungstechnik waren zum Erscheinungsdatum aktuell. Dies ist vor allem darauf zurückzuführen, dass Intel in teureren Preissegmenten Mehrkernprozessoren vermarktet und die Intel-Celeron-Prozessoren so bereits eine deutliche Abgrenzung zu hochpreisigeren Prozessoren besitzen. 2008 folgten mit dem Intel Celeron Dual-Core auch erste Zweikernprozessoren für den Low-Cost-Markt.

## Modelldaten Sockel 775

### Conroe-L
- L1-Cache: 32 + 32 KB (Daten + Instruktionen)
- L2-Cache: 512 KB mit Prozessortakt
- MMX, SSE, SSE2, SSE3, SSSE3, XD-Bit, Intel 64
- LGA775, AGTL+ mit 200 MHz Front Side Bus (quadpumped, FSB 800)
- Betriebsspannung (VCore):
- Verlustleistung (TDP): 35 W
- Erscheinungsdatum: Juni 2007
- Fertigungstechnik: 65 nm
- Die-Größe: 111 mm² bei 167 Millionen Transistoren
- Taktraten: 1,60–2,40 GHz
- Modellnummern:
  - 420: 1,60 GHz
  - 430: 1,80 GHz
  - 440: 2,00 GHz
  - 450: 2,20 GHz
  - 460: 2,40 GHz